# Lamprófido
No confundir con lamproíta.
Los lamprófidos o lamprófiros son un grupo de rocas filonianas o hipoabisales de textura porfiritica. Los lamprófidos se caracterizan por tener entre fenocristales solo minerales ferromagnesicos, comúnmente biotita y anfíbol aunque también puede haber augita y olivino. Los minerales ya mencionados también pueden ocurrir en la matriz de la roca. Los feldespatos y feldespatoides en los lamprófidos se encuentran solo en la matriz. Suelen tener ocelos de color claro que son más félsicos que el resto de la roca.
Los lamprófidos son muy diversos entre sí teniendo estas rocas distintos orígenes (poligeneticos) y una mineralogía variable. Los lamprófidos se meteorizan fácilmente originando carbonatos, limonita, clorita y serpentina como productos comunes en el proceso.
El término lamprófido fue introducido en 1874 por Carl Wilhelm von Gümbel.

## Clasificación y nomenclatura
El geólogo Nicholas Rock ha subdividido los lamprófidos en tres clases: los lamprófidos ultramáficos (UML), los lamprófidos alcalinos (AL) y los lamprófidos calco-alcalinos (CAL). Dichos grupos se solapan entre sí y con otras denominaciones de rocas en el diagrama de clasificación TAS. En la clasificación de Nicholas Rock son variedades de lamprófidos calco-alcalinos la minetta, vogesita, kersantita y la spessartita. La sannaita, camptonita y monchiquita son variedades de lamprófidos alcalinos según la misma clasificación y alnöita, ailliquita y damkjernita serían variedades de lamprófidos ultramáficos.
La Unión Internacional de Ciencias Geológicas (IUGS) recomienda usar la clasificación de Nicholas Rock con la modificación de que el término lamprófidos meliliticos reemplaza a lamprófidos ultramáficos de manera que la clasificación abarque las polzenitas las cuales no son todas ultramáficas. Nicholas Rock difiere de esta clasificación argumentando que hay lamprófidos ultramáficos sin melilita. Desde el año 2002 la alnöita y la polzenita ya no son clasificadas como lamprófidos por la IUGS, sí no como rocas meliliticas.
| Minerales de color claro | Minerales de color claro   | Minerales melanocratos predominantes                | Minerales melanocratos predominantes     | Minerales melanocratos predominantes              |
| Feldespato               | Feldespatoide              | Biotita > hornblenda, ±augita diopsidica (±olivino) | Hornblenda, ±augita diopsidica, ±olivino | Anfíbol café, augita de titanio, olivino, biotita |
| or > pl cálcica          | -                          | minetta                                             | vogesita                                 | -                                                 |
| pl > or                  | -                          | kersantita                                          | spessartita                              | -                                                 |
| or > pl                  | feldespato > feldespatoide | -                                                   | -                                        | sannaita                                          |
| pl sódica > or           | feldespato > feldespatoide | -                                                   | -                                        | camptonita                                        |
| -                        | vidrio o feldespatoide     | -                                                   | -                                        | monchiquita                                       |

## Ocurrencias

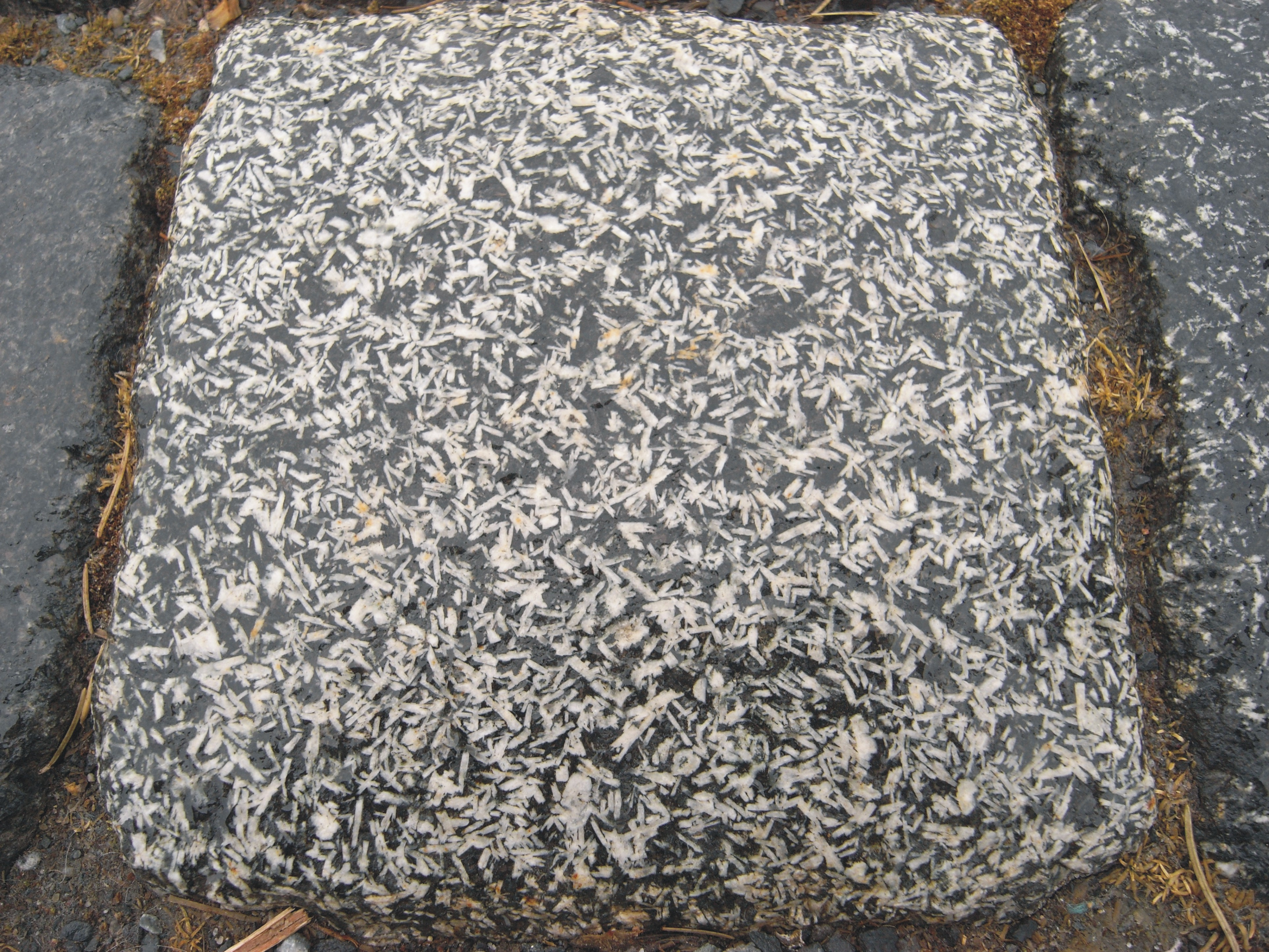
Lamprófido ofitico usado en empedrado.

Nicholas Rock considera los lamprófidos una de la rocas ígneas alcalinas más comunes. Se pueden encontrar en la mayoría de las provincias ígneas. Los lamprófidos suelen encontrarse en forma de intrusiones menores incluyendo diques, láminas, stocks, cuellos y chimeneas volcánicas.
En Europa se registran ocurrencias de lamprófidos en las Tierras Altas y Mesetas del Sur de Escocia, en el Distrito de los Lagos de Irlanda, en el macizo de los Vosgos de Francia, en la Selva Negra y los cerros de Harz de Alemania. En Chile se pueden hallar lamprófidos en los cerros de la Cordillera de la Costa en los alrededores de Valdivia.

## Química
La química de los lamprófidos varia de roca en roca. En general suelen ser ricos en metales alcalinos, estroncio, titanio, fósforo y bario. También suelen ser ricos en volátiles como agua, dióxido de carbono, azufre y flúor. Los niveles de Tierras Raras Ligeras (LREE) suelen ser altos mientras que los niveles de las Tierras Raras Pesadas (HREE) suelen ser más bajos y similares a los contenidos de que tienen los basaltos.